# Сеть афганских женщин
Сеть афганских женщин (англ. Afghan Women's Network, AWN) — это неправительственная организация в Азии.
Сеть создана женщинами в Афганистане в 1995 году после Всемирной конференции по положению женщин в Пекине и работает над расширением прав и возможностей женщин и обеспечением их равного участия в афганском обществе.

## Концепция
Сеть борется за создание в Афганистане общества, в котором женщины и мужчины свободны от дискриминации. Главные проекты — «Женщины, мир и безопасность», «Женское политическое участие и лидерство», «Социально-правовая защита женщин». Сеть действует как фонд, поддерживающий другие неправительственные организации, ориентированные на права женщин в Афганистане и Пакистане. Сеть получает финансирование от донорских агентств, таких как посольство Франции, ActionAid, УВКБ ООН и фонд «Roland Berger Foundation». Сеть работает в Кабуле, Харте, Балхе, Кандагаре, Бамиане, Пактии, Нангархаре и Кундузе. В состав сети входят более 3500 индивидуальных членов-женщин и 125 членов-организаций женщин. В первый состав исполнительного совета входила Манижа Вафек, а нынешним исполнительным директором является Хасина Сафи.

## История
Сеть афганских женщин была создана в 1995 году по решению женщин, принимавших участие в Четвертой Всемирной конференции ООН по положению женщин в Пекине, Китай.
В 2013 году сеть приняла участие в организации выставки «Женщины между миром и войной: Афганистан», организованной Лесли Томас из организации «ArtWORKS Projects for Human Rights».
В марте 2014 года сеть открыла газету «Видение афганских женщин на 2024 год» при поддержке Фонда Генриха Бёлля. В 2014 году газета заявила, что ежегодно среди афганских женщин происходит 150 убийств чести. После постепенного вывода американских войск из Афганистана сеть сосредоточила свое внимание на сохранении преимуществ в области прав женщин, полученных во время присутствия американских войск.
В феврале 2015 года сеть приняла участие в марше с просьбой к президенту Ашрафу Гани выделить 4 министерских поста в его правительстве для обеспечения справедливого гендерного представительства. В 2016 году сеть выразила обеспокоенность о возобновлении публичных казней женщин в Афганистане после нового пика влияния талибов. Сеть борется за усиление участия женщин в государственных делах Афганистана и в мирном процессе в стране.